# مغامرات في أعماق البحار (مجموعة قصصية)
مغامرات في أعماق البحار هو مجموعة قصصية لأحمد نجيب. المجموعة قصصية مكونة من ستة فصول وفي كل فصل ثلاث أجزاء ومن الشخصيات الرئيسية في القصة هو أسامة وأختهُ أماني التي تبلغ من العمر تسع سنوات. وتلك القصة كانت تدرس في المدارس المصرية تحديداً الصف السادس الابتدائي.(المنهج القديم). والمغامرات محل تدريس وامتحان.

## وصف
مغامرات في أعماق البحار هي إحدى مغامرات عقلة الاصبع، وقد مزجت بين الواقع والخيال، فاستخدم فيها الخيال لتحقيق الأحداث الواقعية التي تفتح أمام التلميذ في هذه المرحلة نافذة يطل منها على عالم البحار وأسراره، وما يحتويه من مخلوقات وغرائب وعجائب،  بأسلوب سهل ممتع، ولغة ملائمة للمرحلة السنية للتلميذ.

## الشخصيات
| الاسم       | العمر      | الفصل       | ملحوظات                                                                                       |
| ----------- | ---------- | ----------- | --------------------------------------------------------------------------------------------- |
| أسامة       | عشرة سنوات | 1,2,3,4,5,6 | تلميذ في الصف الخامس الابتدائي تحول إلى «عقلة الاصبع» في الفصل الأول في جزء "على ظهر الحمامة" |
| أماني       | تسع سنوات  | 1,2,3,4,5,6 | تلميذ في الصف الرابع الابتدائي تحولت إلى «عقلة اصبع» في الفصل الأول في جزء "على ظهر الحمامة"  |
| هالة        |            | 1           | اخت أسامة الكبرى وزوجة علاء الدين تسكن في شبه جزيرة سيناء قرب الشاطئ الشرقي لخليج السويس      |
| علاء الدين  |            | 1           | يسكن مع زوجته هالة ومهندس في شركة بترول سيناء الذهبية                                         |
| عامل اللحام |            | 3           |                                                                                               |

## انظر ايضًا
أحمد نجيب